# لياويوان
لياويوان (بالصينية: 辽源市 )‏ هي مدينة على مستوى محافظة، في جمهورية الصين الشعبية، تتبع جيلين، تبلغ مساحتها 5,125 كيلومتر مربع، رمزها البريدي هو 136200.

## المناخ
يظهر الجدول التالي التغييرات المناخية على مدار السنة للياويوان:
| البيانات المناخية لـلياويوان        | البيانات المناخية لـلياويوان | البيانات المناخية لـلياويوان | البيانات المناخية لـلياويوان | البيانات المناخية لـلياويوان | البيانات المناخية لـلياويوان | البيانات المناخية لـلياويوان | البيانات المناخية لـلياويوان | البيانات المناخية لـلياويوان | البيانات المناخية لـلياويوان | البيانات المناخية لـلياويوان | البيانات المناخية لـلياويوان | البيانات المناخية لـلياويوان | البيانات المناخية لـلياويوان |
| الشهر                               | يناير                        | فبراير                       | مارس                         | أبريل                        | مايو                         | يونيو                        | يوليو                        | أغسطس                        | سبتمبر                       | أكتوبر                       | نوفمبر                       | ديسمبر                       | المعدل السنوي                |
| ----------------------------------- | ---------------------------- | ---------------------------- | ---------------------------- | ---------------------------- | ---------------------------- | ---------------------------- | ---------------------------- | ---------------------------- | ---------------------------- | ---------------------------- | ---------------------------- | ---------------------------- | ---------------------------- |
| الدرجة القصوى °م (°ف)               | 5 (41)                       | 16 (61)                      | 21 (70)                      | 30 (86)                      | 34 (93)                      | 37 (99)                      | 41 (106)                     | 34 (93)                      | 33 (91)                      | 28 (82)                      | 21 (70)                      | 12 (54)                      | 41 (106)                     |
| متوسط درجة الحرارة الكبرى °م (°ف)   | −7 (19)                      | −2 (28)                      | 6 (43)                       | 16 (61)                      | 22 (72)                      | 27 (81)                      | 28 (82)                      | 28 (82)                      | 23 (73)                      | 15 (59)                      | 3 (37)                       | −5 (23)                      | 13 (55)                      |
| متوسط درجة الحرارة الصغرى °م (°ف)   | −18 (0)                      | −14 (7)                      | −6 (21)                      | 3 (37)                       | 10 (50)                      | 16 (61)                      | 19 (66)                      | 18 (64)                      | 10 (50)                      | 2 (36)                       | −7 (19)                      | −15 (5)                      | 2 (35)                       |
| أدنى درجة حرارة °م (°ف)             | −32 (−26)                    | −29 (−20)                    | −18 (0)                      | −10 (14)                     | 1 (34)                       | 5 (41)                       | 10 (50)                      | 10 (50)                      | 0 (32)                       | −8 (18)                      | −26 (−15)                    | −29 (−20)                    | −32 (−26)                    |
| الهطول مم (إنش)                     | 6 (0.2)                      | 5 (0.2)                      | 14 (0.6)                     | 24 (0.9)                     | 54 (2.1)                     | 102 (4.0)                    | 168 (6.6)                    | 152 (6.0)                    | 46 (1.8)                     | 30 (1.2)                     | 15 (0.6)                     | 10 (0.4)                     | 626 (24.6)                   |
| متوسط أيام هطول الأمطار (≥ 0.01 mm) | 6                            | 5                            | 7                            | 8                            | 12                           | 13                           | 14                           | 12                           | 8                            | 6                            | 7                            | 7                            | 105                          |
| متوسط الأيام المثلجة (≥ 0.1 mm)     | 6                            | 4                            | 4                            | 1                            | 0                            | 0                            | 0                            | 0                            | 0                            | 0                            | 4                            | 7                            | 26                           |
| المصدر: myweather2.com              |                              |                              |                              |                              |                              |                              |                              |                              |                              |                              |                              |                              |                              |

## التقسيمات الإدارية
- Longshan, Liaoyuan [الإنجليزية]‏
- Xi'an, Liaoyuan [الإنجليزية]‏
- Dongfeng County [الإنجليزية]‏
- Dongliao County [الإنجليزية]‏.

## أعلام
- ليو غانغ